# Niels Poulsen
Niels Jørgen Møllenberg Poulsen (* 3. Oktober 1955 in Kopenhagen) ist ein ehemaliger dänischer Fußballspieler.

## Karriere
Poulsen spielte in Dänemark bei IF 32 Glostrup, KB Kopenhagen und dem Køge BK, bevor er 1977 nach Deutschland in die 2. Bundesliga zu Wormatia Worms wechselte. Mit Worma konnte sich Poulsen im Oberdrittel der Tabelle festsetzen, spielte in der Saison 1978/79 um den Aufstieg in die Bundesliga. In der Winterpause wechselte – unter anderem aufgrund finanzieller Probleme im Zuge der „Heyn-Affäre“ – Poulsen zusammen mit Eckhard Krautzun und Thomas Zander zum TSV 1860 München. Mit 1860 schaffte Poulsen den Aufstieg in die Bundesliga, bestritt im Oberhaus des deutschen Fußballs fünf Spiele, anschließend wechselte er für zwei Spielzeiten zum Freiburger FC. Danach wechselte er zurück nach Dänemark, wo er noch für den Herfølge BK und den Køge BK spielte.